# Баллод, Франц Владимирович
Франц Владимирович Баллод, также Францис Балодис (латыш. Francis Aleksandrs Balodis; 7 августа 1882, Валмиера Лифляндской губернии, Российская империя — 8 августа 1947, Стокгольм, Швеция) — российско-латышский археолог, египтолог, специалист по восточному искусству, магистр теории и истории искусств. Основоположник археологии в Латвии.

## Биография

### Ранние годы
Родился в Валмиере в семье учителя Вольдемара Давидовича Баллодиса (1848—1918) и его супруги Ольги Матильды (урожд. Якобсон). В семье были ещё дети: Ольга Вольдемара Матильда (р. 1871), Франц Вольдемар (ум. 1874), Эрик Якобс (1875—1910).
С детства занятия с отцом-краеведом пробудили у Франциса интерес к истории. Конец XIX века был временем интереса к латышской истории, когда впервые на латышский язык была переведена Хроника Ливонии и начали поиски упомянутых в этом документе замков и городов. Был опубликован эпос «Лачплесис» А.Пумпура, также способствовавший подъёму национального духа латышей.
Францис учился в Валмиерской приходской школе и частной школе Гейне, затем закончил Рижскую государственную гимназию.
В 1902—1907 годах Франц Баллод изучал теологию, историю, археологию, историю искусства в Юрьевском (ныне Тартуском) университете, окончил его по специальности «археология». Занимался древней историей Прибалтийского края, чему посвятил дипломную работу «Некоторые материалы по истории латышского племени с IX по XIII столетие», защитил её в 1910 году в Московском археологическом институте.
По направлению института Франц Баллод в 1910—1912 годах под руководством профессора Ф. В. фон Биссинга изучал египтологию в Мюнхенском университете. По возвращении в Москву Баллод приступил к систематизации и обработке собранных материалов по истории египетского искусства и египетского костюма в Среднем Царстве. Собранные материалы легли в основу книги «Древний Египет, его живопись и скульптура (I-ХХ династии)» (1913 год).
В 1913 году Ф. В. Баллод защитил у Ф. В. фон Биссинга магистерскую диссертацию «Введение в историю бородатых карликообразных божеств в Египте», вышедшую в Москве отдельным изданием на немецком языке с русским резюме.
С 1912 по 1918 годы Баллод занимал пост доцента египтологии и приват-доцента искусствоведения Московского Археологического института.
В 1915—1917 годах в Московском университете спецкурсы по темам Древнего Египта Ф. В. Баллода посещал будущий советский востоковед В. И. Авдиев.
Согласно свидетельствам, поэт В. Хлебниковым благодаря знакомству с Баллодом написал фантастическую повесть «Ка», одним из главных персонажей которой является фараон Эхнатон.

### После Революции
В 1918 году Баллод переехал в Саратов, чтобы преподавать на историко-филологическом факультете, открывшемся годом ранее. Он обращался с просьбой к Б. А. Тураеву предоставить книги для библиотеки Саратовского университета. С апреля 1919 по май 1921 г. он занимал пост декана этого факультета.
В эти же годы, несмотря на голод в Поволжье, эпидемию тифа и холеры, продолжавшуюся гражданскую войну, Баллод с группой студентов проводил археологические раскопки в Нижнем Поволжье.
В августе 1922 года Баллод выступал на Первом Всероссийском съезде египтологов с докладом об искусстве в царствование Эхнатона. В дискуссии приняли участие: И. Г. Франк-Каменецкий, А. В. Шмидт, А. А. Захаров, Н. Д. Флиттнер, Т. Н. Козьмина-Бороздина, А. В. Живаго, В. В. Струве.
С октября 1923 года Баллод — действительный член созданного Научно-исследовательского института Археологии и Искусствознания, директором которого был нарком А. В. Луначарский.
На заседаниях археологического отделения рассматривался вопрос о летней командировке Баллода в Берлин для научно-исследовательской работы, а также об организации «коллективной командировки В. А. Городцова, Ф. В. Баллода и А. С. Башкирова в Турцию, Грецию и Египет для изучения взаимоотношений между древними культурами Юга СССР и культурами названных стран и для участия на международном этнолого-археологическом конгрессе в Каире в 1925 году». Однако эта командировка не была организована.

### Эмиграция
В 1924 году Ф. В. Баллод эмигрировал в Латвию, где изменил имя в соответствии с нормами латышского языка на Францис Балодис.
В Латвийском университете в 1926 году в результате нострификации он получил степень доктора исторических наук.
В 1925—1926 годах проводил археологические раскопки в районе Лудзы и Резекне.
В 1929—1931 и 1933—1937 годах занимал пост декана философско-филологического факультета, а в 1931—1933 — проректора университета. В 1932—1940 годах Ф. Балодис являлся также председателем «Управления памятников» (Pieminekļu valde) — учреждения, занимавшегося выявлением и охраной этнографических, археологических, исторических и художественных памятников старины и занимался изучением древней истории страны, проводил археологические раскопки.
В 1937 году Ф. Балодис посетил Египет, где принимал участие в работе конференции по защите памятников археологии.
После присоединения Латвии к Советскому Союзу в 1940 году Ф. Балодис с женой уехал по приглашению в Швецию. Вероятно, этому способствовало также то, что старший брат Франциса Балодиса, Янис Балодис, был известным военным и государственным деятелем Латвии, занимал пост министра обороны, а в 1936 году был вице-президентом страны.
В Стокгольмском университете он читал лекции, продолжил научную и публицистическую деятельность.

### Смерть
В 1949 году в бельгийском египтологическом журнале появился некролог о Ф.Балодисе «М. Х. Ларсен из египетского музея в Стокгольме сообщил нам о кончине в этом городе 8 августа 1947 года профессора Франсиса Балодиса, работавшего в Москве, Саратове и Риге. Он был старым учеником Фр. фон Биссинга в Мюнхене. Ф. Балодис написал ряд статей по египтологии, последняя из которых — „Изображения Ка и Ба в египетском искусстве“ — вышла в 1944 г. в Стокгольме».

## Труды
Появившиеся в русском переводе в 1913—1914 годах книги французского египтолога Александра Морэ «Во времена фараонов», «Цари и боги Египта» Баллод рецензировал, а в начале 1917 года написал обзор русской египтологической литературы за последние несколько лет. По его мнению, благодаря институтам, университетам, общественному интересу и кипучей деятельности российского египтолога Б. А. Тураева за последние 5-6 лет сформировалась отдельная русская школа египтологов.
В 1914 г. вышла его статья об искусстве времени Эхнатона, где Баллод оспаривал мнение Михаэлиса и В. Шпигельберга о влиянии крито-микенской, сирийской или месопотамской культур на египетское. Данная работа считается первой на русском языке, которая осветила этот периоде в истории Египта.
В 1917 г. в сборнике статей Московского общества по исследованию памятников древности при Московском Археологическом Институте, изданного в честь проф. В. К. Мальмберга, вышла статья Баллода «Реализм и идеализация в египетском искусстве как результат представлений о потустороннем бытии». В том же году вышла также «Египетский „Ренессанс“».
Результаты археологической работы со студентами в Нижнем Поволжье были опубликованы в работах «Отчёт о раскопках на Увеке летом 1919 г.» (Саратов, 1919), «Старый и Новый Сарай, столицы Золотой Орды. Результаты археологических работ летом 1922 г.» (Казань, 1923), «Приволжские „Помпеи“. Опыт художественно-археологического обследования части правобережной Саратовско-Царицынской приволжской полосы» (М., 1923) и др.
В 1924 году в Саратове вышла его книга «Очерк истории древнеегипетского искусства» и статья «Мистические действа в древнем Египте», опубликованная в сборнике трудов Саратовского университета, а также отдельной брошюрой тиражом 50 экземпляров.
По материалам докладов «Этапы развития художественной реформы времени Эхнатона» и «Корни художественной реформы времени Эхнатона» в 1924 году в сборнике «Древний мир» вышла его статья «Памятники искусства времени Эхнатона».
После эмиграции Баллод посвятил несколько трудов археологическим открытиям в Латвии. Его работы выходили в Риге и Стокгольме:
| Оригинал                                               | На русском                                         | Место     | Год  |
| ------------------------------------------------------ | -------------------------------------------------- | --------- | ---- |
| Letten und lettische Kultur in vorgeschichtlicher Zeit | Латыши и латышская культура в доисторическое время | Stockholm | 1930 |
| Latvijas pilskalni                                     | Городища Латвии                                    | Riga      | 1934 |
| Latvju aizvēsture                                      | Доистория Латвии                                   | Riga      | 1934 |
| Latviešu senās ciltis                                  | Латышские древние племена                          | Riga      | 1934 |
| Lettland. Landschaft, Volksleben, Baukunst und Museen  | Латвия. Страна, быт, архитектура и музеи           | Riga      | 1938 |

Описание своей поездки в страну фараонов он изложил в книге «В Египте всё иначе: наблюдения и впечатления от путешествия по Египту в 1937 году» (лат. Ēģiptē viss citādi: ceļojuma novērojumi un iespaidi Ēģiptē 1937 gadā). Среди египтологических работ Ф. Балодиса, изданных в Латвии, можно назвать «Искусство во время реформы Эхнатона» (лат. Mākslas reforma Echnatona laikā), вышедшую в 1920-е годы на латышском и немецком языках.
В Стокгольме после 1940 года вышли его работы: «Египет: страна загадок и пирамид» (швед. Egypten: pyramidernas och mysteriernas land), впоследствии переведённая на датский язык, и статья «Изображения Ка и Ба в египетском искусстве» (нем. Ka- und Ba- Darstellungen in der Ägyptischen Kunst).
После смерти учёного в итальянском сборнике вышла его статья «Гротескная статуэтка женщины с ребёнком в Египетском музее в Стокгольме» (нем. Die groteske Statuette einer Frau mit ihrem Kinde im Ägyptischen Museum in Stockholm), посвящённая не очень хорошо сохранившейся известняковой статуэтке времени XXVI династии, которая изображает супругу Беса — богиню Бесет.